# 鄭輝東
鄭 輝東（チョン・フィドン、朝鮮語: 정휘동、1925年5月30日 - 2012年7月5日）は、大韓民国の政治家、実業家。第10・11・12代韓国国会議員。本貫は東萊鄭氏。

## 経歴
日本統治時代の慶尚北道尚州郡に生まれた。尚州国民学校（現・尚州初等学校）、大阪高等商業学校卒。一燈園農事研究所専門課程、成均館大学校経営行政大学院、嶺南大学校経営大学院修了。在日本居留民団京都本部副団長、京都韓国人商工会副会長、在日韓国人体育会副会長を歴任した。
第10代総選挙に無所属で立候補して初当選した。国会議員3期務めたほか、大韓消防協会顧問、社団法人尚州セマウル教育院設立者、社団法人尚州文化院長、学校法人尚州南山学院理事長、尚州薬酒株式会社代表理事、韓日合資株式会社パシフィックホテル代表理事、民主正義党中央委員会農林畜産分科委員長、前現職国会議員民友会会長を務めた。
特に尚州市民運動場の敷地の寄贈、尚州セマウル教育院と大邱地方法院尚州支院の設立、尚州市内の小学校へのオルガンの寄贈、全国の派出所と支署へのオートバイ3800台の提供、日本で開発されたふじりんご、イネ、種子などの新品種の韓国の農家への普及、セマウル運動指導者50人の日本研修、土壌酸度測定器100台の購入と地元の営農技術者への提供などの功績により、2006年に尚州文化会館の前に頌徳碑が設置された。2012年7月5日、死去した。